# پارک ملی قره‌گل
پارک ملی قره‌گل (ترکی استانبولی: Karagöl Tabiat Parkı) یک پارک ملی در استان ازمیر کشور ترکیه است.